# Public Service
Public Service is een compilatiealbum van de Amerikaanse hardcore punk bands Bad Religion, Circle One, Disability, RF7 en Redd Kross. Het is in 1981 uitgegeven Smoke 7 Records. In 2003 is het album heruitgegeven door een ander label, namelijk Puke & Vomit Records.
Alle nummers van Bad Religion zijn van hun eerste gelijknamige ep. Deze drie tracks zijn ook verkrijgbaar op een andere compilatie 80-85 en de laatste uitgave van How Could Hell Be Any Worse? uit 2004.

## Tracklist
1. Redd Kross - "Cease to Exist"
2. Redd Kross - "Everyday There's Someone New"
3. Redd Kross - "Kill Someone You Hate"
4. RF7 - "World of Hate"
5. RF7 - "Scientific Race"
6. RF7 - "Long Live Their Queen"
7. RF7 - "Perfect World"
8. Circle One - "G.I. Combat"
9. Circle One - "High School Society"
10. Bad Religion - "Bad Religion"
11. Bad Religion - "Slave"
12. Bad Religion - "Drastic Actions"
13. Disability - "Battling Against the Police"
14. Disability - "White As A Ghost"
15. Disability - "Rejection"
16. Circle One - "F.O."
17. Circle One - "Destroy Exxon"